# Dessertsked
Dessertsked är ett bestick avsett för ätande av efterrätter och andra mindre måltider. Den är större än en tesked men mindre än en matsked, vanligtvis med en volymkapacitet på cirka 10–15 ml.
| Bestick     | Volym (ml) | Typisk användning           |
| ----------- | ---------- | --------------------------- |
| Tesked      | 5–7        | Te, kaffe, småportioner     |
| Dessertsked | 10–15      | Efterrätter, frukostflingor |
| Matsked     | 15–20      | Huvudrätter, soppor         |

Dessertskedar förekommer i olika material som rostfritt stål, silver och plast. I formell borddukning placeras de vanligtvis ovanför tallriken eller bredvid kniven. Under 1800-talet blev de vanliga i Europa när efterrätter blev mer utvecklade i matkulturen.